# س. س. وي
س. س. وي (بالإنجليزية: C. C. Wei)‏ هو لاعب الجسر ‏ أمريكي، ولد في 12 يوليو 1914، وتوفي في 20 فبراير 1987.